# Eragrostis subglandulosa
Eragrostis subglandulosa är en gräsart som beskrevs av Thomas Arthur Cope. Eragrostis subglandulosa ingår i släktet kärleksgrässläktet, och familjen gräs.
Artens utbredningsområde är Botswana. Inga underarter finns listade i Catalogue of Life.